# Jairo González
Jairo Daniel González Fajardo (ur. 27 lutego 1992 w Guadalajarze) – meksykański piłkarz pochodzenia kubańskiego występujący na pozycji lewego obrońcy.

## Kariera klubowa
González pochodzi z Guadalajary i jest wychowankiem akademii juniorskiej tamtejszego klubu Chivas de Guadalajara. Tam nie potrafił się jednak przebić do pierwszej drużyny, występując wyłącznie w czwartoligowych i trzecioligowych rezerwach oraz lidze młodzieżowej, wobec czego w lipcu 2012 udał się na wypożyczenie do drugoligowego rywala zza miedzy – ekipy Universidad de Guadalajara. Po upływie roku, za sprawą udanych występów, został wykupiony przez władze klubu na stałe, a w jesiennym sezonie Apertura 2013 triumfował z Universidadem w rozgrywkach Ascenso MX. Na koniec rozgrywek 2013/2014, jako kluczowy gracz drużyny, awansował z nią do najwyższej klasy rozgrywkowej. W Liga MX zadebiutował 27 lipca 2014 w przegranym 0:1 spotkaniu z Querétaro, jednak przez pierwsze sześć miesięcy pełnił rolę rezerwowego i dopiero wraz z początkiem nowego roku powrócił do wyjściowego składu. Na koniec rozgrywek 2014/2015 spadł z Universidadem z powrotem do drugiej ligi.
Latem 2015, bezpośrednio po relegacji Universidadu, González został wypożyczony do klubu Tigres UANL z miasta Monterrey. Tam spędził pół roku, w sezonie Apertura 2015 zdobywając tytuł mistrza Meksyku, lecz pełnił wyłącznie rolę głębokiego rezerwowego ekipy prowadzonej przez Ricardo Ferrettiego (zanotował tylko jeden ligowy występ). Bezpośrednio po tym udał się na wypożyczenie po raz kolejny, tym razem do ekipy Dorados de Sinaloa z siedzibą w Culiacán. Tam 27 lutego 2016 w wygranej 2:1 konfrontacji z Atlasem strzelił swojego premierowego gola w pierwszej lidze, lecz mimo udanych występów, na koniec rozgrywek 2015/2016 zanotował z Dorados relegację do drugiej ligi. Sam pozostał jednak na najwyższym szczeblu, na zasadzie wypożyczenia zasilając beniaminka rozgrywek – ekipę Club Necaxa z miasta Aguascalientes.

## Kariera reprezentacyjna
W kwietniu 2009 González został powołany przez szkoleniowca José Luisa Gonzáleza Chinę do reprezentacji Meksyku U-17 na Mistrzostwa Ameryki Północnej U-17. Tam wystąpił w dwóch z trzech możliwych spotkań (w obydwóch w wyjściowym składzie), zaś jego zespół, pełniący wówczas rolę gospodarzy, z kompletem zwycięstw ukończył turniej na pierwszym miejscu w grupie; faza pucharowa rozgrywek została odwołana ze względu na wybuch epidemii świńskiej grypy w Meksyku. Sześć miesięcy później znalazł się w składzie na Mistrzostwa Świata U-17 w Nigerii, gdzie jednak nie potrafił wywalczyć sobie miejsca w wyjściowym składzie i rozegrał wszystkie dwa z czterech meczów (z czego jeden w pierwszej jedenastce), natomiast Meksykanie odpadli wówczas z juniorskiego mundialu w 1/8 finału, ulegając po serii rzutów karnych Korei Płd (1:1, 3:5 k).

## Statystyki kariery
| UdeG    | 2012–2013 | Meksyk | Ascenso MX | 14 | 0 | 5  | 0 | —   | — | — | 19 | 0 |
| UdeG    | 2013–2014 | Meksyk | Ascenso MX | 19 | 2 | 5  | 0 | —   | — | — | 24 | 2 |
| UdeG    | 2014–2015 | Meksyk | Liga MX    | 21 | 0 | 1  | 0 | —   | — | — | 22 | 0 |
| UANL    | 2015–2016 | Meksyk | Liga MX    | 1  | 0 | —  | — | LMC | 2 | 0 | 3  | 0 |
| Dorados | 2015–2016 | Meksyk | Liga MX    | 13 | 2 | 3  | 0 | —   | — | — | 16 | 2 |
| Necaxa  | 2016–2017 | Meksyk | Liga MX    | 0  | 0 | —  | — | —   | — | — | 0  | 0 |
| Ogółem  | Ogółem    | Ogółem | Ogółem     | 68 | 4 | 14 | 0 | LMC | 2 | 0 | 84 | 4 |

- LMC – Liga Mistrzów CONCACAF